# 特羅爾海坦
特羅爾海坦（瑞典語：Trollhättan）是瑞典西约塔兰省特罗尔海坦市镇的城区。2021年，有人口59,154人。

## 外部連結
- 维基共享资源上的相關多媒體資源：特羅爾海坦
- Chisholm, Hugh (编). .  (第11版). London: Cambridge University Press. 1911.
- 特罗尔海坦市镇官方网站 （页面存档备份，存于） （瑞典文）
- 旅游信息 （页面存档备份，存于） （英文）